# Jazz Carriers
Jazz Carriers – polski zespół jazzowy, powstały w Warszawie. Działał w latach 1971–1976. Łączył jazz tradycyjny z nowoczesnym. 

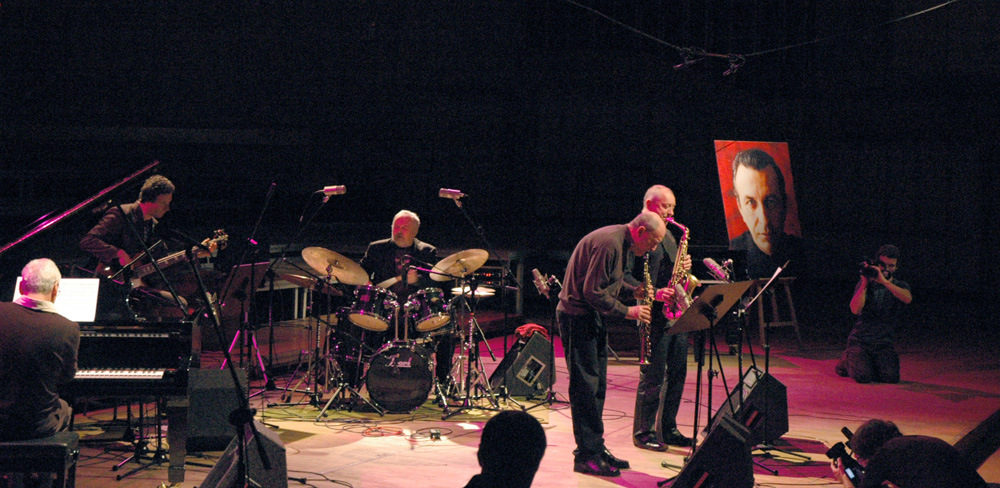
Koncert poświęcony Sławomirowi Kulpowiczowi w studio Polskiego Radia w lutym 2009 - na scenie Jazz Carriers

## Historia
Zespół został założony przez Zbigniewa Jaremkę jesienią 1971 roku. Jaremko został jego liderem i grał na saksofonie tenorowym. Ponadto w skład grupy weszli następujący muzycy:
- Henryk Miśkiewicz (saksofon altowy),
- Paweł Perliński (fortepian),
- Marian Komar (kontrabas, II lider),
- Zbigniew Kitliński (perkusja).

Zespół zadebiutował w 1972 roku na Studenckim Festiwalu Jazzowym Jazz nad Odrą, gdzie odniósł sukces i otrzymał I nagrodę w kategorii zespołów jazzu nowoczesnego. Niedługo później (również w roku 1972) zdobył złoty medal na festiwalu muzycznym w Přerov w Czechosłowacji, a na festiwalu muzyki jazzowej w Beek en Donk w Holandii został wybrany najlepszą grupą jazzową i uhonorowany tytułem zespołu ekstraklasy europejskiej.
W latach 1973–74 z powodzeniem występował na licznych koncertach (także za granicą, m.in. w Bułgarii, Czechosłowacji, NRD, RFN) i festiwalach muzyki jazzowej (SFJ Jazz nad Odrą we Wrocławiu, Międzynarodowy Festiwal Muzyki Jazzowej Jazz Jamboree w Warszawie). W 1973 roku nagrał płytę długogrającą Carry On! (Muza, Polish Jazz nr 34).
W późniejszym okresie przez zespół przewinęli się: Sławomir Kulpowicz (fortepian), Andrzej Dechnik (kontrabas), Paweł Jarzębski (kontrabas), Kazimierz Jonkisz (perkusja), Eryk Kulm (perkusja). W 1976 roku Jazz Carriers zaistniał w filmie pt. Con amore (reż. Jan Batory).  
Reaktywował się po wielu latach z myślą o wzięciu udziału w koncercie Pamięci Sławomira Kulpowicza (Studio Koncertowe Polskiego Radia im. Witolda Lutosławskiego – 7 lutego 2009 r., godz. 19). W skład zespołu weszli: Zbigniew Jaremko (saksofon), Henryk Miskiewicz (saksofon), Paweł Perliński (fortepian), Dariusz Ziółek (gitara basowa), Kazmierz Jonkisz (perkusja).